# Moonbootica
 (novembre 2024).
Si vous disposez d'ouvrages ou d'articles de référence ou si vous connaissez des sites web de qualité traitant du thème abordé ici, merci de compléter l'article en donnant les références utiles à sa vérifiabilité et en les liant à la section « Notes et références ».
Moonbootica est un groupe allemand d'electro, originaire de Hambourg.

## Histoire
Moonbootica est né de la série de soirées Moonbootica initialement organisée dans des clubs de Hambourg. L'aspect musical peut être décrit comme de la musique électronique du domaine de la techno, de la house et de l'electro avec de légères influences hip-hop. Ils fondent le label Moonbootique, sur lequel sont également publiées leurs propres productions. 
Le premier album Moonbootica sort en 2005 et contient le single June. Sur l'album Moonlight Welfare, sorti en 2007, Moonbootica coopère avec le musicien hambourgeois Jan Delay pour Der Mond. En 2011, Moonbootica sort le titre Tonight sur le label anglais Cheap Thrills. Le troisième album studio, Our Disco Is Louder Than Yours, achevé en 2012, est publié par Moonbootica sur le label Four Music. Il fait participer le rappeur américain Redman et, sur Bon Homme, le groupe danois WhoMadeWho.
Le mois de juin 2014 assiste à la sortie du quatrième album Shine, qui se classe dans le top 50 des charts allemands des albums. Pour les deux singles These Days are Gone et Beats and Lines, une vidéo split est tournée à Los Angeles sous la direction de Skinny.

## Collaborations
Dans le domaine du remix, Moonbootica a déjà collaboré avec des groupes et artistes comme Skunk Anansie, Beatsteaks, Faithless, Jan Delay et Hurts. Leurs propres sorties accueillent également un grand nombre d'invités, parmi lesquels des artistes comme Anthony Mills, Thomas Hofding, Thomas Azier, Mohini Geisweiler, Siri Svegler ainsi que de rappeur américain Redman.
Outre leurs DJ sets réguliers dans des clubs de toute l'Europe (par exemple Watergate/Berlin, Razzmatazz/Barcelone, Krisha Mira/Moscou) et des événements en Australie et en Amérique du Sud, Moonbootica se produit également depuis 2013 avec un show live de 60 minutes dans de nombreux festivals connus comme Rock am Ring, Sputnik Springbreak ou SonneMondSterne. L'installation lumineuse spécialement conçue à cet effet a un poids total de 1,5 tonne et le concert élargit le spectre artistique de la pure performance DJ à un groupe à part entière grâce à des chanteurs invités et à des performances vocales personnelles. Depuis 2009, KoweSix travaille également avec Kris Menace sur le projet Black Van, qui est publié par le label new-yorkais DFA. 

## Discographie

### Albums studio
- 2005 : Moonbootica (100e place des charts allemands[4])
- 2007 : Moonlight Welfare
- 2012 : Our Disco Is Louder Than Yours  (86e place des charts allemands[4])
- 2014 : Shine (51e place des charts allemands[4], 59e en Autriche[5], 49e en Suisse[6])
- 2018 : Future

### Singles et EP
- 2001 : Moonbootation
- 2002 : Get It On
- 2003 : Mau Mau High
- 2004 : We 1,2 Rock / Roll the Dice
- 2004 : Bulldog Beats
- 2005 : June / Mustang 86
- 2005 :  Listen
- 2005 : Pretty Little Angel
- 2006 : Mopedgang
- 2006 : Wattbird / Break of light
- 2007 : Jump Around
- 2007 : Der Mond (feat. Jan Delay)
- 2009 : Strobelight
- 2009 : The Ease
- 2010 : Men of the Future
- 2011 : Tonight
- 2012 : Iconic
- 2012 : I'm on Vacation Bitch (feat. Redman)
- 2013 : Bounce with Me (feat. Anthony Mills)
- 2014 : My Hot Dope / Partylife
- 2014 : These Days Are Gone
- 2014 : Beats and Lines
- 2015 : Work Your Body
- 2015 : My Love (avec Mason)
- 2017 : Do Not Do Me (Like Dis) (feat. Nneka)
- 2018 : Lost and Found (feat. Bondi)

### Compilations
- 2004 : DJ Sounds Good
- 2006 : ...And Then We Started to Dance
- 2007 : Moonbootique Records Present Sound
- 2009 : Save the Night

### Apparitions
- 2008 : Dynamit Moonbootica RMX (avec le single Dynamit de Dynamite Deluxe)